# Trémoins
Trémoins és un municipi francès situat al departament de l'Alt Saona i a la regió de Borgonya - Franc Comtat. L'any 2007 tenia 337 habitants.

## Demografia

### Població
El 2007 la població de fet de Trémoins era de 337 persones. Hi havia 124 famílies, de les quals 20 eren unipersonals (12 homes vivint sols i 8 dones vivint soles), 48 parelles sense fills, 48 parelles amb fills i 8 famílies monoparentals amb fills.
La població ha evolucionat segons el següent gràfic:
Habitants censats

### Habitatges
El 2007 hi havia 140 habitatges, 128 eren l'habitatge principal de la família i 12 estaven desocupats. 128 eren cases i 12 eren apartaments. Dels 128 habitatges principals, 107 estaven ocupats pels seus propietaris, 17 estaven llogats i ocupats pels llogaters i 4 estaven cedits a títol gratuït; 1 tenia dues cambres, 12 en tenien tres, 33 en tenien quatre i 82 en tenien cinc o més. 94 habitatges disposaven pel capbaix d'una plaça de pàrquing. A 44 habitatges hi havia un automòbil i a 76 n'hi havia dos o més.

### Piràmide de població
La piràmide de població per edats i sexe el 2009 era:
| Homes | Edats   | Dones |
| ----- | ------- | ----- |
| 0     | 95 o +  | 0     |
| 4     | 90 a 94 | 0     |
| 0     | 85 a 89 | 0     |
| 0     | 80 a 84 | 0     |
| 0     | 75 a 79 | 0     |
| 0     | 70 a 74 | 4     |
| 16    | 65 a 69 | 8     |
| 12    | 60 a 64 | 8     |
| 12    | 55 a 59 | 8     |
| 8     | 50 a 54 | 20    |
| 24    | 45 a 49 | 8     |
| 8     | 40 a 44 | 4     |
| 12    | 35 a 39 | 16    |
| 4     | 30 a 34 | 12    |
| 12    | 25 a 29 | 8     |
| 4     | 20 a 24 | 8     |
| 8     | 15 a 19 | 0     |
| 16    | 10 a 14 | 4     |
| 16    | 5 a 9   | 4     |
| 12    | 0 a 4   | 8     |

## Economia
El 2007 la població en edat de treballar era de 229 persones, 151 eren actives i 78 eren inactives. De les 151 persones actives 136 estaven ocupades (74 homes i 62 dones) i 15 estaven aturades (15 dones i 15 dones). De les 78 persones inactives 34 estaven jubilades, 20 estaven estudiant i 24 estaven classificades com a «altres inactius».

### Ingressos
El 2009 a Trémoins hi havia 133 unitats fiscals que integraven 355 persones, la mediana anual d'ingressos fiscals per persona era de 18.742 €.

### Activitats econòmiques
L'únic establiment que hi havia el 2007 era d'una empresa de comerç i reparació d'automòbils.
L'únic establiment comercial que hi havia el 2009 era una botiga de menys de 120 m².
L'any 2000 a Trémoins hi havia 4 explotacions agrícoles.

## Poblacions més properes
El següent diagrama mostra les poblacions més properes.